# Terreiro de Jesus
O Terreiro de Jesus é uma praça de grande importância histórico-cultural localizada no Centro Histórico de Salvador, na Bahia, no Brasil. Localiza-se diante da atual Catedral Basílica. Localizado na parte mais antiga da capital, o terreiro limita-se com a Praça da Sé, que também é o nome do distrito ao qual pertence. Oficialmente, é denominado Praça 15 de Novembro.

## História

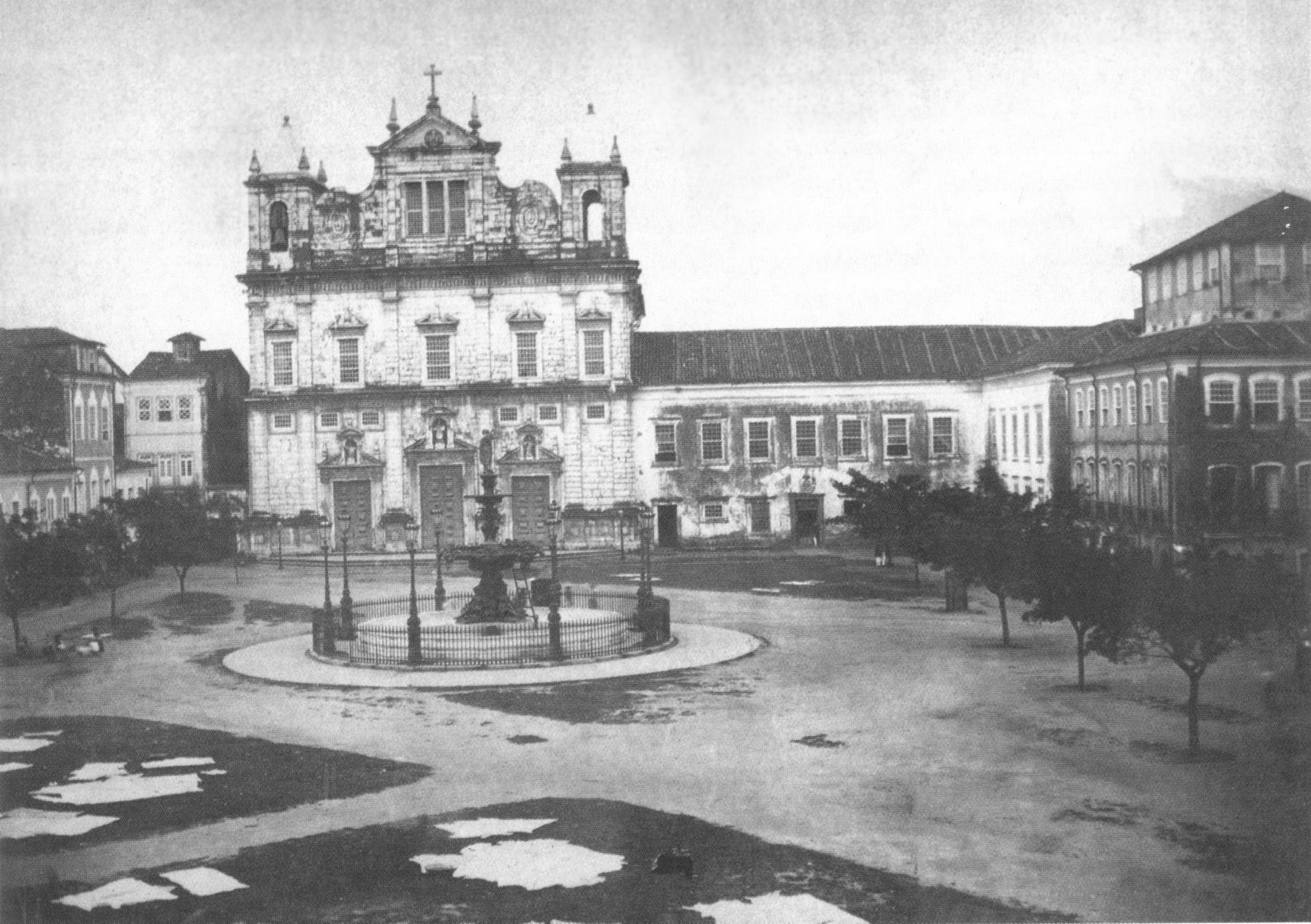
Vista do Terreiro de Jesus, com a Catedral Basílica ao fundo, em 1862. Ao lado da igreja, vê-se o antigo Colégio dos Jesuítas de Salvador

Nos primeiros anos da década de 1550, na época da fundação de Salvador pelo Governador-Geral Tomé de Sousa, os jesuítas receberam do governador uma área a norte da nova cidade, na qual os padres da ordem liderados por Manuel da Nóbrega construíram uma primeira capelinha de taipa e o primeiro edifício do Colégio dos Jesuítas da cidade. Devido à presença dos padres da Companhia de Jesus, o largo em frente passou a ser conhecido como "Terreiro de Jesus". O edifício do colégio da companhia foi concluído em 1590, mas, antes, em 1584, registrou Gabriel Soares de Sousa (Notícia do Brasil, 1587), que "... ocupa este terreiro e parte da rua da banda do mar um suntuoso colégio dos padres da Companhia de Jesus, com uma formosa e alegre igreja..."
A primeira igrejinha construída no local no século XVI era muito pequena e frágil, e, entre 1652 e 1672, os jesuítas construíram, no local, uma suntuosa igreja, considerada a mais imponente do século XVII no Brasil. A fachada maneirista da igreja, construída com blocos de pedra de lioz trazidos de Portugal, ainda domina a praça. O interior está composto por magníficos retábulos de talha dourada em estilos maneirista e barroco, destacando-se ainda o teto de madeira esculpida e a sacristia. Em 1933, após da demolição da antiga Sé de Salvador, a igreja dos jesuítas passou a ser a nova Catedral de Salvador.
Além da catedral, o terreiro abriga o Convento e a Igreja do São Francisco, a Igreja da Ordem Terceira de São Francisco e, ainda, a Igreja da Ordem Terceira de São Domingos e a Igreja de São Pedro dos Clérigos. Estes templos, especialmente os dois primeiros, são expoentes máximos da arte colonial brasileira.

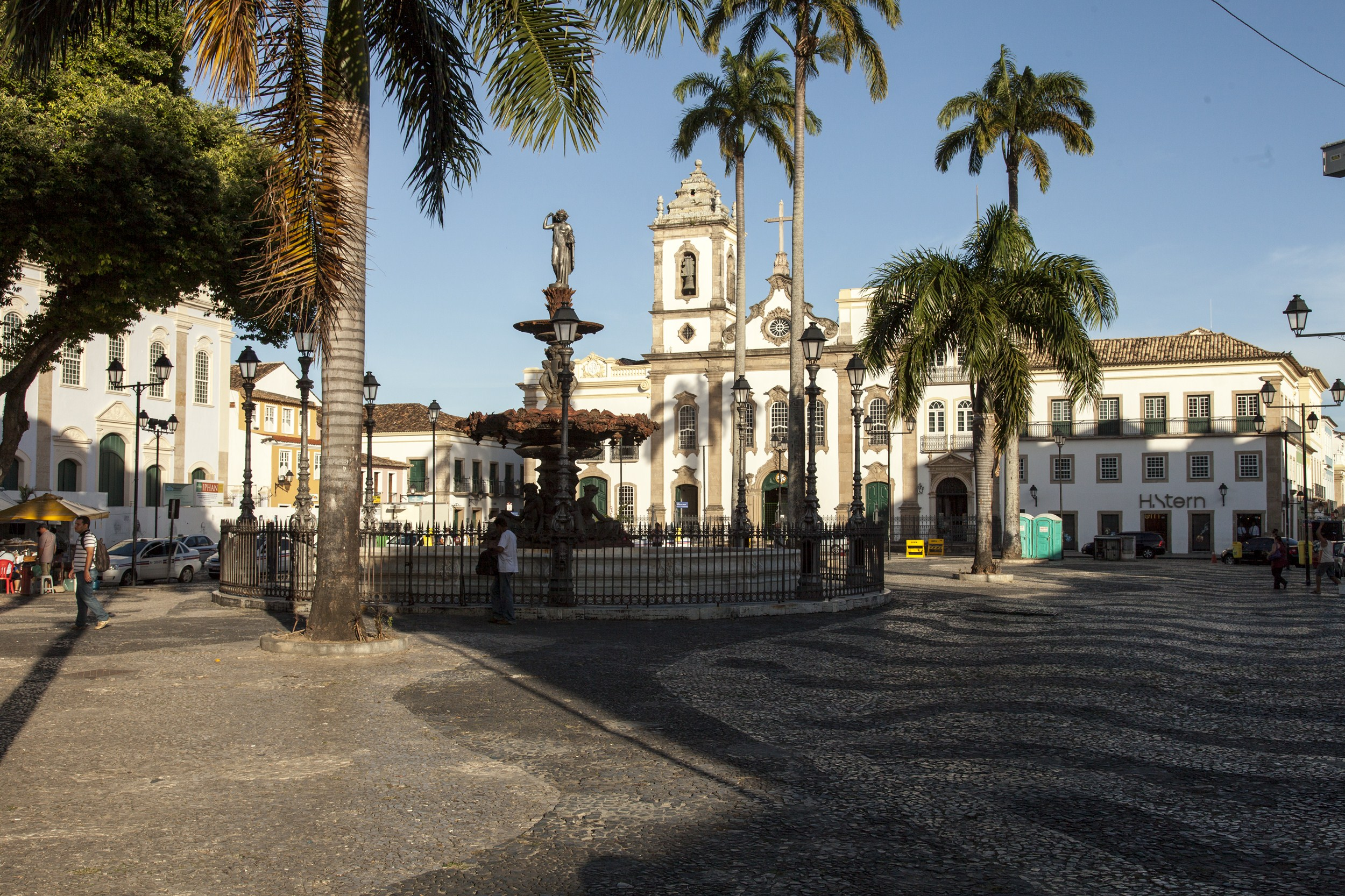
O Terreiro de Jesus em 2012

No início do século XIX, o edifício do antigo Colégio dos Jesuítas passou a ser usado como hospital e, em 1808, foi instalada, ali, a primeira faculdade de medicina do Brasil. O edifício colonial se perdeu num incêndio em 1905, sendo substituído por outro em estilo eclético com predominância de linhas neoclássicas.